# ضريبة المشروبات السكرية
ضريبة المشروبات السكرية أو ضريبة الصودا أو ضريبة المشروبات المحلاة، هي ضريبة أو رسم إضافي «السياسة المالية المتعلقة بالأغذية» المصممة لتقليل استهلاك المشروبات المحلاة. غالباً المشروبات التي تخضع لضريبة الصودا تشمل المشروبات الغازية والمشروبات الرياضية ومشروبات الطاقة. هذا التدخل السياسي هو محاولة لتقليل السمنة والآثار الصحية المرتبطة بزيادة الوزن، ومع ذلك فإن الأدلة الطبية التي تدعم فوائد ضريبة السكر على الصحة قليلة جداً ومنخفضة النسبة. تُعتبر الضريبة موضوع نقاش عام في العديد من البلدان، وغالباً ما يعارضها منتجوالمشروبات المحلاة مثل كوكا كولا. هناك مؤيدين مثل الجمعيات الطبية الوطنية ومنظمة الصحة العالمية يروجون للضريبة مثل ضرائب بيغوفيان، بهدف إضعاف النظم الغذائية غير الصحية وتعويض التكاليف الاقتصادية المتزايدة للسمنة.

## التصميم
تشمل مناهج التصميم الضريبي الضرائب المباشرة على المنتج والضرائب غير المباشرة. تشمل الضرائب غير المباشرة ضرائب الاستيراد، والتصدير على السكر أو المكونات الأخرى قبل معالجتها، والضرائب المحلية، والإقليمية. «الضريبة غير المباشرة» يدفعها الشخص الذي يستهلك السلعة في وقت الشراء وتجمعها الحكومة من البائع. ضريبة القيمة المضافة هي أكثر أنواع الضرائب انتشاراً وتضاف  أيضاً وقت الشراء، تعتمد على مبلغ القيمة المدفوعة للعنصر، مبلغ كل من ضريبة القيمة المضافة وضريبة المبيعات يتناسب طردياً مع مبلغ المال المدفوع مقابل عنصر ولا يؤخذ في الإعتبار حجم الطعام أو الشراب. لهذا فإن عنصراً كبيراً جداً سيكون له ضرائب أقل مقارنةً بالعنصر الأصغر والأرخص مثال ذلك، هناك تأثير ضريبي أقل على الحزم الأكبر من مادة غذائية معينة.
تُحدد معظم الضرائب على المشروبات المحلاة بالسكر بطريقة حجمية (أي بمعدل ثابت لكل وحدة حجم، وأن ثلاث ضرائب فقط على المشروبات المحلاة بالسكر في جميع أنحاء العالم تتناسب مع محتوى السكر، تستهدف شركات إنتاج المشروبات الكحولية المضرة بالصحة بشكل جدي، وأُقترح فرض ضرائب على كمية السكر في المشروبات، بدلاً من حجم السائل المصاحب للسكر، أقترح تغيير في التصميم وهذا من أجل تعزيز الفوائد الصحية لضريبة إس إس بي والمكاسب الاقتصادية الإجمالية 30% تقريباً.
وأيضاًأقترح زيادة الضرائب على المنتجات المحلاة لتشجيع الشركات على إعادة صياغة منتجاتها من أجل الحفاظ على تكاليف المستهلك في متناول الجميع من خلال تقليل استخدام المكون الخاضع للضريبة (مثل السكر) في منتجاتها. خُصصت الإيرادات الحكومية من هذه الضرائب أحياناً لتحسين خدمات الصحة العامة، ولكن هذا ليس هو الحال دائماً.

## المنازعات ضد ضريبة المشروبات السكرية
- قد لا تتضمن المعايير الخاصة بالمشروبات الخاضعة للضريبة بدائل مثل عصير الفاكهة والوجبات الخفيفة ذات الطاقة العالية والبسكويت.[8]
- الضريبة تنازلية، لأن المستهلكين ذوي الدخل المنخفض سيتأثرون بشكل سلبي بالأسعار المرتفعة أكثر من المستهلكين ذوي الدخل المرتفع.[8] ويمكن مواجهة هذا التأثير السلبي لضريبة المشروبات السكرية إذا أُستخدمت عائدات الضرائب المحصلة لدعم الأطعمة الصحية.[9]
- يمكن أن يكون التسوق عبر الحدود أيضاً وسيلة سهلة للمستهلكين، لعدم دفع الضرائب لأنهم سيشترون المشروبات السكرية من المناطق التي لا يخضعون فيها للضرائب.[8]

## مشاكل صحية تتعلق بالسكر الزائد في النظام الغذائي
داء السكري من النوع الثاني، هو مصدر قلق صحي متزايد في الكثير من البلدان المتقدمة والنامية في جميع أنحاء العالم، مع 1.6 مليون حالة وفاة مباشرة في عام 2015 فقط بسبب هذا المرض. على عكس السكر الموجود في الطعام، يدخل السكر عن طريق المشروبات إلى الجسم بسرعة كبيرة بحيث يمكن أن يثقل كاهل البنكرياس والكبد، والذي يتسبب بالإصابة بمرض السكري وأمراض القلب مع مرور الوقت. أثبتت دراسة أجريت عام 2010 أن تناول مشروب أو اثنين من المشروبات السكرية يومياً يزيد من خطر الإصابة بمرض السكري بنسبة 26%.
تعتبر أمراض القلب السبب الرئيسي في وفاة 31% من جميع الوفيات العالمية. رغم أن تناول مشروب واحد يحتوي على السكر له تأثيرات طفيفة على القلب، إلا أن تناول المشروبات السكرية يومياً تسبب عواقب وخيمة لاحقاً. وأثبتت دراسة أيضاً أن الرجال مقابل كل وجبة مضافة يومياً من المشروبات السكرية، مرتبطة بزيادة خطر الإصابة بأمراض القلب بنسبة 19%. أثبتت دراسة أخرى أيضاً زيادة مخاطر الإصابة بأمراض القلب لدى النساء اللاتي يشربن المشروبات السكرية يومياً.
تعتبر السمنة أيضاً أحد الاهتمامات العالمية للسياسة العامة والصحية، حيث ترتفع نسبة الأشخاص الذين يعانون من زيادة الوزن والسمنة بشكل سريع في العديد من البلدان المتقدمة والمتوسطة الدخل. أًثبت إن استهلاك السكر المضاف للمشروبات المحلاة يتوافق مع تناول السعرات الحرارية بكمية كبيرة وهذا يؤدي إلى ازدياد الوزن والسمنة. يمكن أن تؤدي إضافة مشروب واحد محلى بالسكر يومياً إلى النظام الغذائي العادي في الولايات المتحدة إلى زيادة 15 رطلاً من الوزن على مدار عام واحد. السكر المضاف هو سمة مشتركة للعديد من الأطعمة المصنعة والجاهزة مثل حبوب الإفطار، والشوكولاتة، والآيس كريم، والبسكويت، والزبادي والمشروبات التي ينتجها تجار. إن انتشار المشروبات السكرية في كل مكان وجاذبيتها للمستهلكين الأصغر سناً جعل استهلاكهم موضوع اهتمام خاص من قبل المتخصصين في الصحة العامة. في كل من الولايات المتحدة والمملكة المتحدة، تعد المشروبات السكرية هي المصدر الأعلى للسعرات الحرارية في النظام الغذائي للمراهقين.
كما أشارت دراسة فرنسية نُشرت في 2019 في المجلة الطبية البريطانية إلى وجود صلة محتملة بين استهلاك المشروبات السكرية «المشروبات التي تحتوي على أكثر من 5% من السكر» وزيادة خطر الإصابة بالسرطان. حتى إن لم يتمكن الباحثون من إثبات وجود علاقة سببية واضحة بين العاملَين، فقد ذكروا أن نتائجهم يمكن أن تؤخذ على أنها تأكيد على أن تقليل كمية السكر في نظامناالغذائي مهم للغاية.
تسوس الأسنان، المعروف أيضاً باسم تجاويف الأسنان، هو أكثر الأمراض غير السارية شيوعاً في جميع أنحاء العالم. تمت مناقشة ضرائب المشروبات السكرية على إنها وسيلة محتملة لتقليل العبء الصحي والاقتصادي لتسوس الأسنان.